# Francobordo
En náutica el francobordo (borda libre) es la distancia medida verticalmente en el centro del buque, desde la intersección de la cara superior de la cubierta de francobordo, generalmente la cubierta principal, con la superficie exterior del forro, hasta la línea de flotación correspondiente, según lo definido en el Convenio Internacional sobre Líneas de Carga de la Organización Marítima Internacional (IMO).

## Historia

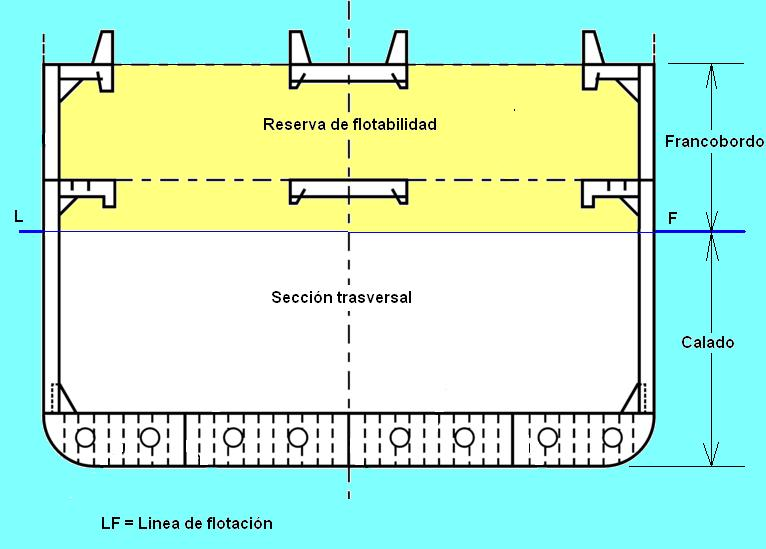
Reserva de flotabilidad y francobordo.

La necesidad de establecer principios y reglas para limitar el calado de los buques ha sido, históricamente, tema de discusión. 
En Gran Bretaña, a principios del siglo XIX, los aseguradores establecieron una ley muy simple, por la cual el francobordo debería tener de 2 a 3 pulgadas por cada pie de puntal de bodega.
Para limitar el calado de los buques, hacia el año 1835 la Lloyd´s Register fijó tres pulgadas de francobordo por cada pie de puntal de bodega.
En 1875 Samuel Plimsoll, miembro del parlamento, promovió la legislación de una marca de los costados del buque, para indicar el calado hasta el cual podría cargar. Esta marca es conocida como Disco Plimsoll, aunque su denominación oficial es la de marca de francobordo.
En definitiva fijar un francobordo tiene por objeto garantizar un volumen de reserva de flotabilidad, que permita al buque afrontar con éxito una inundación parcial. Este valor como se dijo varía según la zona de navegación. Fijando el límite legal a la aspiración del propietario de transportar un máximo de carga compatible con las regulaciones adoptadas por la convención para la protección de la vida humana en el mar (SOLAS acrónimo en inglés: Safety of Life at Sea).
Posteriormente la OMI estableció los Convenios Internacionales sobre Líneas de Carga de 1930 y 1966.

## Funciones del francobordo
Hay tres razones fundamentales para tener un volumen mínimo del casco del buque fuera del agua:
- Como reserva de flotabilidad, para que cuando el buque navegue entre olas el agua embarcada sea la mínima.

- En caso de inundación del buque, también la reserva de flotabilidad evitará su hundimiento, o por lo menos, lo retrasará lo máximo posible.

- El francobordo influye en la estabilidad transversal, ya que al aumentar el francobordo, el ángulo para el cual se anula la estabilidad, también aumenta.

## Francobordos mínimos

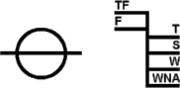
Francobordos.

- Francobordo de verano (S). El francobordo de verano será el francobordo obtenido de las tablas, más modificaciones y correcciones, según el Reglamento del Convenio Internacional sobre Líneas de Carga.

- Francobordo tropical (T). El francobordo mínimo en la zona tropical será el francobordo obtenido restando del francobordo de verano un cuarenta y ochoavo del calado de verano, medido desde el canto alto de la quilla hasta el centro del disco de la marca de francobordo.

- Francobordo de invierno (W). El francobordo mínimo de invierno será el francobordo obtenido añadiendo al francobordo de verano un cuarenta y ochoavo del calado de verano, medido desde el canto alto de la quilla hasta el centro del anillo de la marca de francobordo.

- Francobordo para el Atlántico Norte, invierno (WNA). El francobordo mínimo para buques de eslora inferior a 100 metros que naveguen por cualquier parte del Atlántico Norte, definido de acuerdo con el Reglamento del Convenio Internacional sobre Líneas de Carga, durante el período estacional de invierno, será el francobordo de invierno más 50 mm (2 pulgadas). Para los demás buques al francobordo para el Atlántico Norte, invierno, será el francobordo de invierno.

- Francobordo de agua dulce (F). El francobordo mínimo en agua dulce de densidad igual a la unidad se obtendrá restando del francobordo mínimo en agua salada el permiso de agua dulce.

El permiso de agua dulce es igual al cociente entre el desplazamiento en agua salada, en toneladas, en la flotación en carga de verano entre 40 veces las toneladas por centímetro de inmersión en agua salada, en la flotación en carga de verano.